# The Band Perry
The Band Perry, bildat 2005 i Ridgeland i Mississippi, är en amerikansk musikgrupp som består av de tre syskonen Kimberly, Neil och Reid Perry.

## Karriär
Sommaren 2009 fick gruppen skivkontrakt med Republic Nashville. De släppte sin debutsingel "Hip to My Heart" den 16 november 2009. Den 6 april 2010 släppte de sin första EP The Band Perry EP. De släppte sitt självbetitlade debutalbum The Band Perry den 12 oktober 2010. Deras mest framgångsrika singel är "If I Die Young" som tog emot priserna årets sång och årets singel vid Country Music Association Awards år 2011.
Tv-serien Glee har gjort en cover av den låten i avsnittet "the quarterback". 

## Medlemmar
- Kimberly Perry (f. 1983) – sång, gitarr, piano[1]
- Neil Perry (f. 1990) – trummor, mandolin, dragspel, bakgrundssång[1]
- Reid Perry (f. 1988) – basgitarr, bakgrundssång[1]

## Diskografi

### Studioalbum
- 2010 – The Band Perry
- 2013 – Pioneer
- 2018 – My Bad Imagination

### EP
- 2010 – The Band Perry EP

### Singlar
- 2009 – "Hip to My Heart"
- 2010 – "If I Die Young"
- 2011 – "You Lie
- 2011 – "All Your Life"
- 2012 – "Postcard from Paris"
- 2012 – "Better Dig Two"
- 2013 – "DONE."
- 2013 – "Don't Let Me Be Lonely"
- 2014 – "Chainsaw"

## Utmärkelser

### Academy of Country Music Awards
- 2011: Top New Vocal Duo or Group[3]
- 2011: Top New Artist[3]
- 2013: Top Vocal Group[3]

### CMT Music Awards
- 2011: USA Weekend Breakthrough Video of the Year — If I Die Young[4]
- 2011: Nationwide Insurance On Your Side Award[4]

### Country Music Association Awards
- 2011: New Artist of the Year[5]
- 2011: Single of the Year — If I Die Young[5]
- 2011: Song of the Year — If I Die Young[5]

### Grammy
- 2015: Country duo/group performance — Gentle On My Mind[6]